# Bailando por un sueño (Perú)
Bailando por un sueño: Perú es un reality show de baile peruano, es la versión peruana del reality show de baile mexicano homónimo. Estrenó su primera temporada el 7 de junio de 2008, bajo la conducción de Gisela Valcárcel, quien regresó a la televisión peruana, luego de pasar tres años apartada del medio. Los episodios, que según el formato se llaman "galas", se transmitieron los sábados a las 10 p.m. (-5 GMT) por la cadena Panamericana Televisión en vivo y en directo desde los Estudios Monitor, ubicados en el distrito limeño de San Borja.

## Argumento
Se trata de una competencia entre parejas, cada una es integrada por un concursante o "soñador" de cualquier ciudad del Perú, y un famoso o "héroe", las cuales participan en un certamen de baile con el propósito de alcanzar un sueño o una causa conjunto de índole personal o humanitaria.

## Mecánica
Semanalmente, las parejas se presentan en las "galas" para demostrar sus habilidades en el baile, siendo evaluados por cuatro jurados, cuya calificación es de 1 a 10. Para todas las performances uno de los jueces emitirá el "voto secreto" que permanecerá oculto hasta el final de cada gala. Este puntaje más el de los otros tres jueces se suman para obtener el puntaje final de cada pareja en cada "gala". Las dos parejas que sumen el menor puntaje quedan "sentenciados" sometiéndose a la votación del público a través de mensajes de texto (SMS) y llamadas telefónicas. Si en caso, tres o más parejas hayan obtenido los puntajes más bajos, es el jurado quien decidirá cuales son las dos parejas que pasan a sentencia. En la "gala" siguiente, los sentenciados, se enfrentarán en un duelo de baile, cuyo ritmo es el mismo que se bailó en la gala anterior y que causó la sentencia. En la gran final se enfrentarán las dos últimas parejas que sigan en competencia y el público mediante sus mensajes de textos (SMS) y llamadas telefónicas, elegirá al ganador de la temporada.

## Producción
El anuncio de este programa generó mucho revuelo en la prensa local, debido a que desde hace años que no se llevaba a cabo un proyecto tan ambicioso y costoso en la televisión peruana. Gisela Valcárcel, se arriesgó en invertir en la compra de la licencia de "Bailando por un Sueño", franquicia de la empresa mexicana Televisa, para lo cual viajó a México para contactar a sus creadores Rubén y Santiago Galindo. Contra todo pronóstico, su recién fundada empresa GV Producciones logra adquirir la licencia, además de tener el derecho preferente de adquirir otros cinco formatos de Televisa si el programa logra alcanzar el éxito. Panamericana Televisión, el canal de televisión en donde se transmite el programa solo presta su señal y algunos equipos técnicos a través de Panam Contenidos, pero no participa en ningún aspecto de la producción creativa y de contenidos, que es manejada por GV Producciones S.A.C., bajo la batuta del productor Ricky Rodríguez y la misma Gisela.

## Temporadas
| Temporada | Temporada | Parejas | Episodios | Episodios | Emisión original        | Emisión original        | Primer puesto                      | Segundo puesto                 | Tercer puesto                    |
| Temporada | Temporada | Parejas | Episodios | Episodios | Primera emisión         | Última emisión          | Primer puesto                      | Segundo puesto                 | Tercer puesto                    |
| --------- | --------- | ------- | --------- | --------- | ----------------------- | ----------------------- | ---------------------------------- | ------------------------------ | -------------------------------- |
|           | 1         | 13      | 12        | 12        | 7 de junio de 2008      | 23 de agosto de 2008    | Carlos Alcántara & Carolina Guerra | Adriana Zubiate & Alan Ascuña  | Karina Calmet & Cronwel Manrique |
|           | 2         | 13      | 11        | 11        | 30 de agosto de 2008    | 8 de noviembre de 2008  | Marco Zunino & Jardena Ugaz        | Mónica Sánchez & Alex Petricek | Norka Ramírez & Nahun Osorio     |
|           | 3         | 8       | 7         | 7         | 15 de noviembre de 2008 | 27 de diciembre de 2008 | Delly Madrid & José Luis Campos    | Marisol Aguirre & Alan Ascuña  | Mónica Sánchez & Alex Petricek   |

## Representantes peruanos
Según el formato, los ganadores de Reyes de la pista, representarían a Perú en Bailando por un sueño: Segundo campeonato mundial de baile, el cual se realizaría en Argentina en el 2009. Sin embargo, por motivo de la Influenza A(H1N1), el campeonato se postergó hasta mayo del 2010, realizándose nuevamente en México. A su vez, las reglas del formato cambiaron, y la pareja representante tenía que ser un famoso (que haya participado en algún concurso de baile) y un bailarín con trayectoria, mas no un bailarín amateur. La productora "GV producciones" decide que nos representen Delly Madrid (por ser la ganadora de Reyes de la pista) y Kervin Valdizan (Bailarín profesional de la Cia. D1 de Vania Masías), junto al coreógrafo Arturo Chumbe y a Carolina Vigil, como jueza. Los representantes peruanos llegaron hasta la séptima "gala", de las 10 que tuvo el torneo, quedando en 7º lugar.

## El desafío
Segmento que presenta a un personaje conocido de la farándula, de la política, del deporte o de un grupo musical, realizando una coreografía de baile, ya sea individual, en pareja o grupal. Por lo general, esta participación solo cuenta con pocos días de preparación y casi siempre, los géneros musicales escogidos son aquellos que el famoso o grupo desconoce. Lo que se busca es ayudar en un caso social, ya sea de la capital o del interior del país, sensibilizando al público televidente y empresas para que haga donaciones de dinero o servicios y ayudar a las personas y fundaciones que lo necesiten. Una parte de los resultados de las donaciones se conoce al terminar la secuencia y el resto, al abrir el segmento de la gala siguiente.
| Fecha                    | Invitado | Género                          | Canción                                        | Destinatario de la ayuda |
| ------------------------ | --- | ------------------------------- | ---------------------------------------------- | --- |
| 21 de junio de 2008      | Cecilia Tait | Country                         | «We go together»                               | "Gabrielita", niña cajamarquina que no puede ver, ni caminar, ni moverse y que necesita mejorar su calidad de vida. |
| 28 de junio de 2008      | Horacio "La Pepa" Baldessari | Rock and Roll                   | «Jailhouse rock»                               | Yoselyn Ccente, una niña de 3 años y medio, que tiene labio leporino y sufrió accidente en la calle. |
| 5 de julio de 2008       | Dina Páucar | Salsa                           | «Valió la pena»                                | "Eduardito" Rodríguez, niño de 8 años que necesita que le extirpen un tumor cancerígeno de uno de sus brazos, operación que solo se puede hacer fuera del país. |
| 12 de julio de 2008      | Carlos Cacho | Hip Hop / Pop 80s / Cha cha chá | (Mezcla de diversos artistas)                  | Gianfranco Fernández Sánchez, un adolescente de 16 años con una cardiopatía que le puede producir una muerte súbita y que necesita un marcapaso y un tratamiento especial. |
| 19 de julio de 2008      | Luz Marina "Lucecita" Ceballos | Hip Hop                         | «My humps»                                     | Tres atletas paraolímpicos que necesitan completar el costo de sus pasajes aéreos para estar en los juegos de Beijing, además de conseguir implementos básicos para la práctica de sus respectivos deportes.                                                                                                |
| 26 de julio de 2008      | Eva Ayllón | Salsa                           | «La negra tiene tumbao»                        | Duidonet "Yuyito" Villegas, una niña que aún no cumple 2 años y que sufrió una terrible neglicencia médica que la dejó ciega y paralítica. |
| 2 de agosto de 2008      | Mauricio Fernandini | Pop latino                      | «Let's get loud»                               | "Juanito", un niño de 9 años que sufre de un soplo al corazón y que requiere de una intervención médica especial en Italia para salvarle la vida. |
| 9 de agosto de 2008      | Rebeca Escribens | Marinera norteña                | «Nadie como tú»                                | Edwin Cortez, un padre de familia que esta postrado porque sufre de esclerosis múltiple y necesita medicinas caras y un tratamiento de rehabilitación que no puede costear. |
| 16 de agosto de 2008     | Lorena Caravedo | Tex-mex                         | «Technocumbia»                                 | Leandro Taparaco, un joven que sufre de una dolencia que le ha producido lesiones en el rostro, quien necesita tratamiento y rehabilitación. |
| 23 de agosto de 2008     | Grupo 5 | Disco                           | «Y.M.C.A.»                                     | Fabriciano Ruiz, quien fue víctima de un accidente de tránsito que lo dejó cuadrapléjico, quien necesita tratamiento y rehabilitación. |
| 13 de septiembre de 2008 | Cecilia Bracamonte | Salsa / Cumbia peruana          | «Tu amor me hace bien» / «Ojalá que te mueras» | "Eduardito" Capitán Tantalean, un niño que nació sin bracitos y que necesita ayuda para rehabilitarse y mejorar su calidad de vida. |
| 20 de septiembre de 2008 | Rosa García y Denisse Fajardo | Pop 80s                         | «Like a Virgin» / «Material Girl»              | "Felito" Holguín Romero, un niño que presenta dos raras enfermedades, Chiari II e Hidrosiringomelia, y requiere atención quirúrgica por un especialista en Neurología. |
| 27 de septiembre de 2008 | Mónica Cabrejos y Carlos Alberto "El Tigrillo" Navarro                                                                              | Festejo                         | (Mix)                                          | Edith Eva Gonzales, niña juliaqueña de 9 años que sufrió cuando tenía 5 años una caída que le hizo perder la visión del ojo izquierdo y ahora también perdería la del otro ojo. Un trasplante de córnea le restituiría completamente la vista en ambos ojos.                                                |
| 4 de octubre de 2008     | Giovanna Díaz y Andrea Llosa | Hip hop                         | «Here I come» / «Crazy in love»                | Anthony Ayón Acevedo, niño de 7 años que necesita urgente tratamiento para curar las quemaduras de tercer grado que sufrió; y Bryan Chung Macedo, niño de 11 años de edad que padece un aneurisma y un edema cerebrales, para lo cual debe ser operado de emergencia.                                       |
| 11 de octubre de 2008    | Edu Saettone y Cristian Rivero | Salsa / Dark Cabaret            | «Aguanilé» / «Cabaret Hoover»                  | Nicolás Ramírez, niño de 5 años que sufre parálisis cerebral severa y requiere máquinas médicas para mejorar su calidad de vida; y Alexandra León, también de 5 años, que sufre Síndrome de West, parálisis y atrofia cerebral, por lo que necesita una silla de ruedas neurológica y una terapia adecuada. |
| 18 de octubre de 2008    | Las monjas claun de El Santo Convento: "Sor Rita" (Patricia Portocarrero), "Sor Bete" (Saskia Bernaola) y "Sor Rento" (Katia Palma) | Mix (Gospel / R&B)              | Mix («I will follow him» / «Lady marmalade»)   | Brian Nelson Guerrero, un niño que tiene dañado el colon por el mal congénito de Hirschsprung, por lo que tiene los intestinos fuera del cuerpo y necesita una operación y un tratamiento psicológico que su madre no puede costear.                                                                        |
| 25 de octubre de 2008    | Almendra Gomelsky | Vodevil                         | «All that jazz»                                | Efraín Satacuro, un adolescente de 17 años que perdió sus brazos por una fuerte descarga eléctrica y requiere unas prótesis y rehabilitación para continuar su vida con normalidad. |
| 1 de noviembre de 2008   | Orlando Fundichely y Maricarmen Marín                                                                                               | Salsa / Pop latino              | «El Nacimiento de Ramiro» / «Caribe»           | 30 personas discapacitadas que necesitan conseguir un puesto de trabajo o una oportunidad de estudiar. |
| 8 de noviembre de 2008   | Nicole Pillman y Sandra Muente | Dance / Pop                     | «Pon de replay» / «When I grow up»             | 5 niños enfermos de hidrocefalia que requieren una válvula Pudenz y tratamiento médico. |

## Premios y nominaciones
El programa obtiene dos "Premios a la Excelencia Anda (Asociación Nacional de Anunciantes)" en 2009 como:
- "Excelencia en producción y realización"
- "Excelencia en programas de entretenimiento"